# Pomeni imen asteroidov: 75001–76000
Pregled pomenov imen asteroidov (malih planetov) od številke 75001 do 76000, ki jim je Središče za male planete dodelilo številko in so pozneje dobili tudi uradno ime  v skladu z dogovorjenim načinom imenovanja. Pregled je preverjen z Schmadelovim “Slovarjem imen malih planetov” (“Dictionary of Minor Planet Names”). 
Pregled pojasnjuje izvor oziroma pomen imen asteroidov, ki ga je priznala Mednarodna astronomska zveza (IAU). Nekateri asteroidi imajo imajo dodatno pojasnilo o izvoru imena, ki pa vedno ni popolnoma zanesljivo (oznaka “†” ali “‡“). 
| Ime              | Začasna oznaka | Izvor imena |
| 75001–75100      | 75001–75100    | 75001–75100 |
| ---------------- | -------------- | --- |
| 75072 Timerskine | 1999 VU19      | Timothy Joseph Erskine, ameriški tehnolog za varno uporabo injekcijskih igel, ljubiteljski astronom, glasbenik, umetnik in filantrop †                                        |
| 75101–75200      |                | |
| 75201–75300      |                | |
| 75301–75400      |                | |
| 75308 Shoin      | 1999 XY37      | Shoin Yoshida (1830 – 1859), japonski politični znanstvenik, ubit je bil zaradi ideologije usmerjene proti šogunom, njegovo učenje je igralo pomembno vlogo v obnovi Meidži † |
| 75401–75500      |                | |
| 75501–75600      |                | |
| 75564 Audubon    | 2000 AJ        | John James Audubon (1785 – 1851), francosko-ameriški ornitolog, prirodoslovec in slikar †                                                                                     |
| 75570 Jenőwigner | 2000 AP4       | Jenő Wigner (1902 – 1995), madžarsko-ameriški fizik in dobitnik Nobelove nagrade (asteroid je bil odkrit ob peti obletnici njegove smrti) †                                   |
| 75601–75700      |                | |
| 75701–75800      |                | |
| 75801–75900      |                | |
| 75901–76000      |                | |

| Predhodnik: 74001–75000 | Pomeni imen asteroidov Seznam asteroidov (75001-75250) Seznam asteroidov (75251-75500) Seznam asteroidov (75501-75750) Seznam asteroidov (75751-76000) | Naslednik: 76001–77000 |